# Produce 101
Produce 101 (프로듀스 101?, Peurodyuseu 101LR) è un talent show sudcoreano trasmesso su Mnet dal 22 gennaio 2016 al 19 luglio 2019 e diffusosi poi in altri Paesi asiatici.
Il programma ha attirato un notevole seguito in Estremo Oriente, e più di dieci milioni di persone, pari ad un quinto della popolazione sudcoreana, inviarono i loro voti per la finale del 2017. Nel 2018, gli otto episodi dell'edizione cinese raccolsero oltre 4,3 miliardi di visualizzazioni su Tencent Video.
Nel corso dell'indagine sulla manipolazione dei voti di alcuni talent trasmessi dal canale Mnet, il 14 novembre 2019 il produttore di Produce 101 Ahn Joon-young ha parzialmente ammesso di aver truccato i risultati di tutte le stagioni del programma, ed è stato arrestato con l'accusa di corruzione e frode.

## Format
Il programma è un progetto su larga scala privo di giuria, nel quale è il pubblico a "produrre" un gruppo musicale (femminile nelle edizioni dispari, maschile in quelle pari) scegliendone i membri tra i candidati provenienti da varie agenzie di spettacolo, oltre al nome, alla canzone di debutto e al concept. I telespettatori assumono così il ruolo di "produttori nazionali" (국민 프로듀서님?, gungmin peurodyuseonimLR), dei quali il presentatore è il rappresentante. I risultati sono determinati al 100% dai voti pervenuti tramite il sito ufficiale e la app del programma, mentre durante la serata finale, trasmessa in diretta, vengono attivati anche gli SMS.
Durante il programma, i concorrenti vengono messi alla prova tramite cinque valutazioni:
- Valutazione del livello (레벨평가?, Rebel pyeonggaLR): il livello di preparazione di base (da A a F, esclusa la E) attribuito durante le audizioni viene riassegnato visionando l'esecuzione della sigla del programma[15].
- Valutazione della battaglia di gruppo (그룹 배틀 평가?, Geurup baeteul pyeonggaLR): la cover del brano di un gruppo famoso viene utilizzata per valutare il lavoro di squadra[16].
- Valutazione della posizione (포지션 평가?, Pojisyeon pyeonggaLR): viene accertato il punto forte (canto, rap e ballo) di ogni concorrente chiedendo di riarrangiare, riscrivere il rap o ricoreografare una canzone già esistente[17][18].
- Valutazione del concept (콘셉트 평가?, Konsepteu pyeonggaLR): ai concorrenti, divisi in squadre, viene chiesto di imparare delle canzoni inedite, ciascuna appartenente ad un genere diverso[19][20].
- Valutazione del debutto (데뷔 평가?, Debwi pyeonggaLR): è la valutazione che stabilisce la classifica finale e i vincitori che debutteranno come idol, con i concorrenti rimasti che, divisi in due gruppi, si sfidano su degli inediti[21][22].

## Edizioni
Ogni edizione ha visto la partecipazione di 101 concorrenti, tranne la terza, dove sono apparsi in 96.
| Edizione | Conduttore    | Date                      | Gruppo formatosi |
| -------- | ------------- | ------------------------- | ---------------- |
| 1ª       | Jang Keun-suk | 22 gennaio-1º aprile 2016 | IOI              |
| 2ª       | BoA           | 7 aprile-16 giugno 2017   | Wanna One        |
| 3ª       | Lee Seung-gi  | 15 giugno-31 agosto 2018  | Iz*One           |
| 4ª       | Lee Dong-wook | 3 maggio-19 luglio 2019   | X1               |

### Prima edizione
La prima edizione di Produce 101 fu condotta da Jang Keun-suk ed andò in onda ogni venerdì dal 22 gennaio al 1º aprile 2016, per un totale di undici puntate. L'edizione fu vinta da Jeon Somi, Kim Se-jeong, Choi Yoo-jung, Kim Chung-ha, Kim So-hye, Zhou Jieqiong, Jung Chae-yeon, Kim Do-yeon, Kang Mi-na, Lim Na-young e Yoo Yeon-jung.
| Posizione | Nome           | Voti    | Agenzia   |
| --------- | -------------- | ------- | --------- |
| 1         | Jeon So-mi     | 858.333 | JYP       |
| 2         | Kim Se-jeong   | 525.352 | Jellyfish |
| 3         | Choi Yoo-jung  | 438.778 | Fantagio  |
| 4         | Kim Chung-ha   | 403.633 | M&H       |
| 5         | Kim So-hye     | 229.732 | RedLine   |
| 6         | Zhou Jieqiong  | 218.338 | Pledis    |
| 7         | Jung Chae-yeon | 215.338 | MBK       |
| 8         | Kim Do-yeon    | 200.069 | Fantagio  |
| 9         | Kang Mi-na     | 173.762 | Jellyfish |
| 10        | Lim Na-young   | 138.726 | Pledis    |
| 11        | Yoo Yeon-jung  | 136.780 | Starship  |

### Seconda edizione
La seconda edizione di Produce 101 fu condotta da BoA ed andò in onda ogni venerdì dal 7 aprile al 16 giugno 2017, per un totale di undici puntate. L'edizione fu vinta da Kang Daniel, Park Ji-hoon, Lee Dae-hwi, Kim Jae-hwan, Ong Sung-woo, Park Woo-jin, Lai Kuan-lin, Yoon Ji-seong, Hwang Min-hyun, Bae Jin-young e Ha Seng-un.
| Posizione | Nome           | Voti      | Agenzia         |
| --------- | -------------- | --------- | --------------- |
| 1         | Kang Daniel    | 1.578.837 | MMO             |
| 2         | Park Ji-hoon   | 1.136.014 | Maroo           |
| 3         | Lee Dae-hwi    | 1.102.005 | Brand New Music |
| 4         | Kim Jae-hwan   | 1.051.735 | indipendente    |
| 5         | Ong Sung-woo   | 984.756   | Fantagio        |
| 6         | Park Woo-jin   | 937.379   | Brand New Music |
| 7         | Lai Kuan-lin   | 905.875   | Cube            |
| 8         | Yoon Ji-seong  | 902.098   | MMO             |
| 9         | Hwang Min-hyun | 862.719   | Pledis          |
| 10        | Bae Jin-young  | 807.749   | C9              |
| 11        | Ha Seng-un     | 790.302   | Ardor & Able    |

### Terza edizione
La terza edizione di Produce 101 fu condotta da Lee Seung-gi ed andò in onda ogni venerdì dal 15 giugno al 31 agosto 2018 con il titolo di Produce 48, per un totale di dodici puntate. Segnò una collaborazione tra i produttori del programma e le AKB48 per formare un gruppo femminile composto da ragazze sia sudcoreane che giapponesi. L'edizione fu vinta da Jang Won-young, Sakura Miyawaki, Jo Yu-ri, Choi Ye-na, Ahn Yu-jin, Nako Yabuki, Kwon Eun-bi, Kang Hye-won, Hitomi Honda, Kim Chae-won, Kim Min-ju e Lee Chae-yeon.
| Posizione | Nome            | Voti    | Agenzia/gruppo |
| --------- | --------------- | ------- | -------------- |
| 1         | Jang Won-young  | 338.366 | Starship       |
| 2         | Sakura Miyawaki | 316.105 | HKT48          |
| 3         | Jo Yu-ri        | 294.734 | Stone Music    |
| 4         | Choi Ye-na      | 285.385 | Yuehua         |
| 5         | Ahn Yu-jin      | 280.487 | Starship       |
| 6         | Nako Yabuki     | 261.788 | HKT48          |
| 7         | Kwon Eun-bi     | 250.212 | Woollim        |
| 8         | Kang Hye-won    | 248.432 | 8D             |
| 9         | Hitomi Honda    | 240.418 | AKB48          |
| 10        | Kim Chae-won    | 238,192 | Woollim        |
| 11        | Kim Min-ju      | 227.061 | Urban Works    |
| 12        | Lee Chae-yeon   | 221.273 | WM             |

### Quarta edizione
La quarta edizione di Produce 101 fu condotta da Lee Dong-wook e andò in onda ogni venerdì dal 3 maggio al 19 luglio 2019 con il titolo di Produce X 101, per un totale di dodici puntate. L'edizione fu vinta da Kim Yo-han, Kim Woo-seok, Han Seung-woo, Song Hyung-jun, Cho Seung-youn, Son Dong-pyo, Lee Han-gyul, Nam Do-hyun, Cha Jun-ho, Kang Min-hee e Lee Eun-sang.
| Posizione | Nome           | Voti      | Agenzia           |
| --------- | -------------- | --------- | ----------------- |
| 1         | Kim Yo-han     | 1.334.011 | OUI Entertainment |
| 2         | Kim Woo-seok   | 1.304.033 | TOP Media         |
| 3         | Han Seung-woo  | 1.079.200 | Plan A            |
| 4         | Song Hyung-jun | 1.049.222 | Starship          |
| 5         | Cho Seung-youn | 929.311   | Yuehua            |
| 6         | Son Dong-pyo   | 824.389   | DSP Media         |
| 7         | Lee Han-gyul   | 794.411   | MBK               |
| 8         | Nam Do-hyun    | 764.433   | MBK               |
| 9         | Cha Jun-ho     | 756.939   | Woollim           |
| 10        | Kang Min-hee   | 749.444   | Starship          |
| X         | Lee Eun-sang   | 689.489   | Brand New Music   |

## Versioni internazionali
| Nazione  | Titolo                          | Presentatore/i   | Canale TV     | Anno di messa in onda |
| -------- | ------------------------------- | ---------------- | ------------- | --------------------- |
| Cina     | Produce 101 China (创造 101S)   | Huang Zitao      | Tencent Video | 2018                  |
| Cina     | Produce Camp 2019 (创造营2019S) | Dilraba Dilmurat | Tencent Video | 2019                  |
| Giappone | Produce 101 Japan               | Ninety-Nine      | TBS, GyaO!    | 2019                  |